# Logothète du Drome
Pour les articles homonymes, voir Drome.
Dans la terminologie byzantine, la fonction de logothète désigne au départ une responsabilité d'ordre financier. La charge de logothetes tou dromou ou « logothète de la Course » ou encore « logothète du Drome » dérive de celui de curiosus cursus publici praesentalis, qui dépendait du bureau du maître des Offices. 

## Histoire
Pour un article plus général, voir Institutions de l'Empire byzantin.
Ce curiosus cursus publici praesentalis commandait aux agents (curiosi) chargés de la surveillance des routes empruntées par la poste impériale. Quand les pouvoirs démesurés du maître des Offices furent répartis au VIIIe siècle (réforme administrative) entre différents bureaux, le curiosus cursus publici praesentalis prit le nom de « logothète de la Course » et devint le directeur de la poste elle-même. 
Il fut amené à s'occuper en personne aussi bien de l'envoi d'ambassades à l'étranger que de la réception des ambassades étrangères. Comme il supervisait par ailleurs le recrutement des interprètes, il finit par remplir les fonctions diplomatiques qui étaient autrefois la prérogative du maître des Offices. 
Entre la fin du IXe siècle et le début du Xe siècle, le champ des responsabilités du logothète de la Course est plus nettement circonscrit, comme l'attestent des sources fiables telles que le Kletorologion de Philothée ou le De ceremoniis de Constantin VII. Il était donc, en résumé, le chef de la poste impériale ; il commandait aux agents de la diplomatie impériale, regroupés dans le Scrinium Barbarorum ou « bureau des Affaires étrangères », et organisait leurs déplacements ; il occupait enfin une position éminente dans le cérémonial aulique, en particulier lors de la réception et de l'introduction des ambassadeurs étrangers. 
On peut inférer de ces fonctions officielles une participation de fait à l'élaboration de la politique étrangère impériale. Le logothète de la Course ne fit jamais office d'ambassadeur, contrairement au maître des Offices. Il lui arriva cependant d'étendre sa pratique à la sécurité intérieure, voire au commandement militaire, dans le cas où la fidélité des généraux laissait à désirer. 
Le premier logothète mentionné par les sources, un certain Léon, fut ainsi capturé en 762 par les Bulgares qu'il combattait. Les pouvoirs du logothète du drome purent atteindre une extension telle que certains chroniqueurs arabes font de sa fonction l'analogue de celle de premier ministre. Ibn Hawqal, citant Abu ben Abdal-wahhab, le place, après l'empereur, au-dessus du préfet de la Ville et du domestique des Scholes. Citant Al-Ahwazi, Al-Biruni le place, lui, au-dessus du parakimomène et du domestique des Scholes. 
Dans la hiérarchie nobiliaire, le logothète du drome occupait le plus souvent le rang de patrice ou de magister. Il semble que sa prééminence sur les autres logothètes et, plus largement, sur les grands officiers de la cour, n'ait duré que jusqu'à la seconde moitié du IXe siècle. Elle lui fut rendue en partie au XIe siècle quand, en sus de ses anciennes attributions, il se vit confier la supervision des Sékrèta, l'administration générale de l'empire. Au XIIIe siècle, le grand logothète se substitua au logothète de la Course et rassembla les fonctions de premier ministre et de ministre des Affaires étrangères. 
En tant que chef de la poste impériale, le logothète de la Course avait sous ses ordres :
- les diatrekhontes (courriers) ;
- les mandatores (mandateurs) ;
- les cartularii (administrateurs) ;
- les notarii (notaires) ;
- et les episkeptètai (inspecteurs de la police des routes).

Il est fait mention deux fois dans les sources d'un protonotaire de la Course dont on ignore la fonction exacte. 
Dans le cérémonial de réception et d'introduction des ambassadeurs étrangers dans le Grand Triclinium de la Magnaure, le logothète de la Course tient sa partie parmi les premiers : l'ambassadeur, porté par le catépan (protospathaire) des Basilikoi (« hommes du basileus ») ou le comte des Étables, est conduit par le chambellan ; le logothète ferme la marche, devant le reste de la légation.